# ولوو ۴۸۰

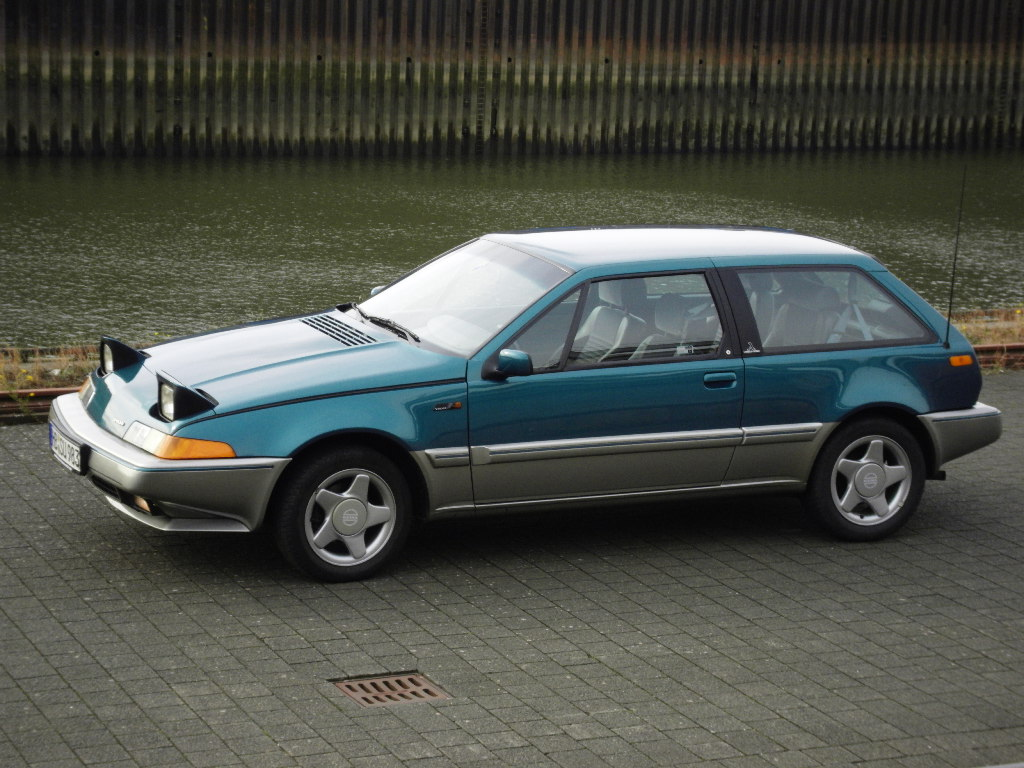

ولوو ۴۸۰ (Volvo ۴۸۰) خودرویی است که در سال‌های ۱۹۸۶–۱۹۹۵ توسط شرکت ولوو تولید شده‌است. طراحی آن خودروهای موتور جلو-محور جلو بوده است.